# Cratere Lonar
Lonar  è un cratere sulla superficie di Marte.